# Klibanion
Unter einem Klibanion verstand man im Byzantinischen Reich einen für die oströmischen Streitkräfte charakteristischen Lamellenpanzer. Die Bezeichnung rührt von dem lateinischen Wort clibanarius für einen schwer gepanzerten Kavalleristen her, die sich mit der Zeit auf dieses Rüstungsstück übertrug. Er war insbesondere in der mittelbyzantinischen Zeit ein gern verwendeter Standardpanzer.

## Beschreibung und Herkunft

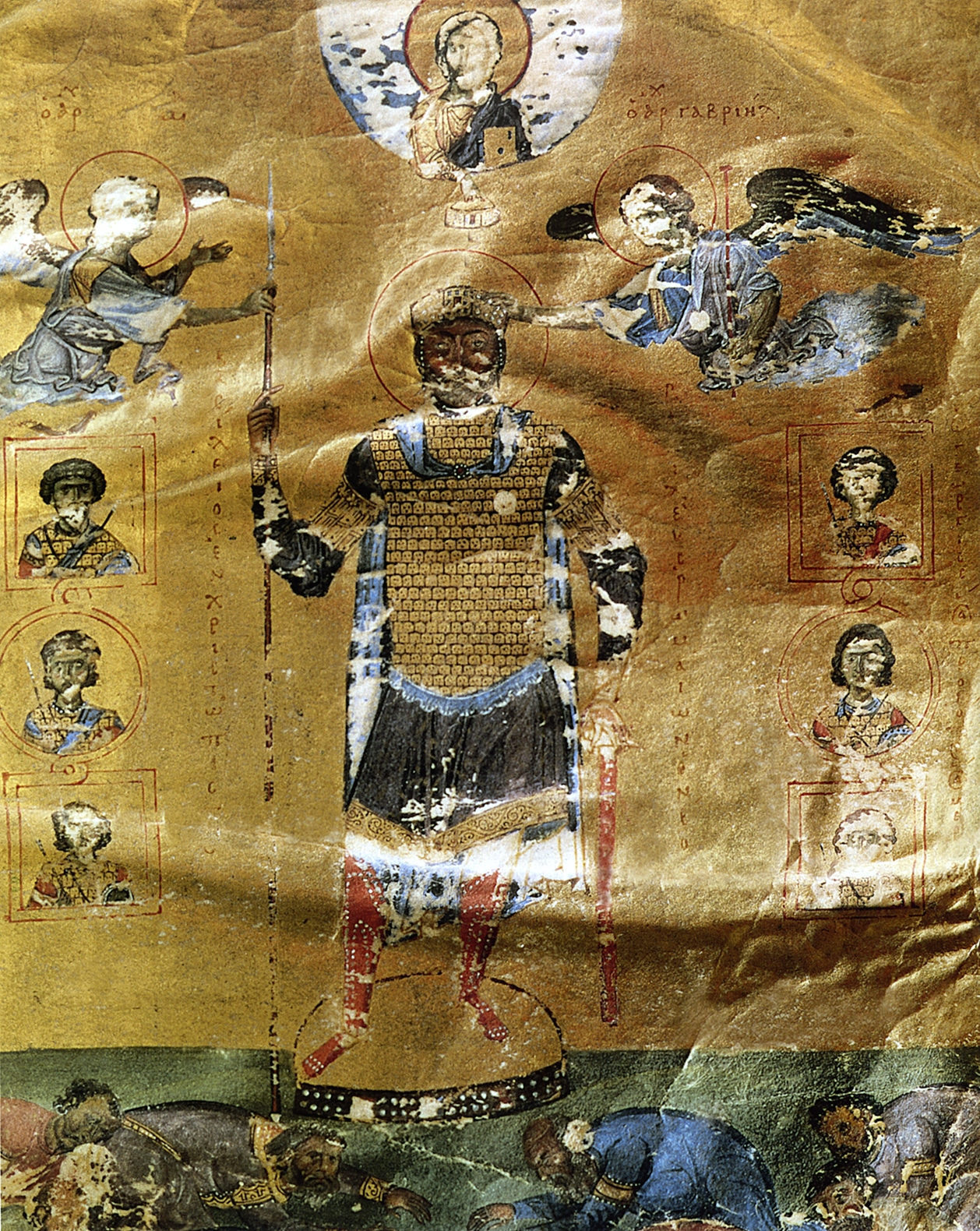
Darstellung von Kaiser Basileios II., der einen vergoldeten klibanion trägt

Ein Klibanion war aus langgezogenen bis beinahe quadratischen Lamellen zusammengesetzt, die meist aus Metall, manchmal aber auch aus Horn oder Leder bestanden. Diese waren mit den benachbarten Lamellen über und neben ihnen durch Draht oder Lederschnüre verwoben, die durch kleine Löcher in den Platten führten, und bildeten so ein selbsttragendes und relativ starres Geflecht. Ein besonderes Unterscheidungsmerkmal gegenüber dem gewöhnlichen Schuppenpanzer ist der Umstand, dass die Lamellen des Klibanion sich nach oben öffnen und nicht nach unten. Außerdem fehlte ihm die für die meisten Schuppenpanzer typische Lederunterlage, auf welche die Schuppen aufgebracht werden. Dieser spezielle Typ des Lamellenpanzers wird oft den Awaren zugeschrieben, von denen die Byzantiner im 6. und 7. Jahrhundert zahlreiche Ausrüstungsstücke – vor allem für die Kavallerie – übernahmen.

## Einsatz
Der Klibanion stellt einen recht guten Kompromiss zwischen Beweglichkeit und optimalem Schutz dar. Zwar bietet er einem Angriff nicht so starren Widerstand wie etwa ein Plattenpanzer, jedoch ist er steif genug, um größeren Schutz zu bieten als ein Kettenpanzer. Ein weiterer Vorteil ist seine Luftigkeit, die sich ganz besonders im heißen Klima Syriens und Kleinasiens bemerkbar gemacht haben dürfte. Vermutlich war er auch in der Herstellung wegen der relativ wenigen Teile und der einfachen Zusammensetzung verhältnismäßig preiswert. Wegen seiner relativ geringen Flexibilität wurde diese Panzersorte meist nur an Brust und Bauch getragen (das heißt als Küraß) und besaß in der Regel keine Ärmel, die Glieder und der Kopf wurden durch andere äquivalente Panzerung geschützt. Im byzantinischen Heer scheint zum Schutz der Gliedmaßen eine dem Klibanion ähnliche Röhre aus Metallleisten üblich gewesen zu sein, die ebenfalls durch Draht oder Ähnliches zusammengehalten wurde. Gerne kombinierte man den Klibanion mit Leder- oder Stofffütterung oder auch mit Kettenpanzern an den beweglicheren Zonen des Körpers, und oft wurde ein Klibanion über einem Kettenpanzer getragen. Der Panzer war offenbar sowohl bei der schweren Infanterie als auch bei der schweren Kavallerie weit verbreitet und gehörte zu den Standardausrüstungsgegenständen der byzantinischen Armee. Illustrationen legen nahe, dass die gepanzerten Schabracken für die Pferde der byzantinischen überschweren Kavallerie (Kataphrakten und klibanophoroi) dem Klibanion in ihrer Machart ähnelten. Der Klibanion blieb offenbar bis zum Spätmittelalter in Gebrauch.